# (35533) 1998 FO72
1998 FO72 (asteroide 35533) é um asteroide da cintura principal. Possui uma excentricidade de 0.06739400 e uma inclinação de 5.72634º.
Este asteroide foi descoberto no dia 20 de março de 1998 por LINEAR em Socorro.